# Китинг, Ронан
Ронан Патрик Джон Китинг (англ. Ronan Patrick John Keating; род. 3 марта 1977, Суордс, Ирландия) — ирландский певец, участник поп-группы Boyzone, также добившийся популярности как сольный исполнитель.

## Биография
Ронан Китинг родился 3 марта 1977 года в местечке Суордс, что в графстве Дублин, Ирландия. Он младший ребёнок в семье Джерри и Мари Китинг.
До того как стать профессиональным музыкантом, Ронан серьёзно занимался лёгкой атлетикой. В числе его достижений победа в беге на 200 метров в национальных соревнованиях для спортсменов, не достигших 13 лет. Интересно, что в юные годы он не последовал примеру своих братьев и сестёр, эмигрировавших в Северную Америку, а продолжал работать в обувном магазине, куда устроился помощником.
В 1993 году, несмотря на свои успехи в легкой атлетике, которые давали право на получение стипендии для возможности обучения в американском университете, Ронан, после удачного прослушивания, получил приглашение в проект Луиса Уолша — группу Boyzone. Ирландский бой-бэнд стал одним из самых популярных музыкальных коллективов на Туманном альбионе середины-конца 1990-х годов.
2 февраля 1998 года Ронан пережил тяжёлую утрату: от рака молочной железы скончалась его мать Мари. После этого трагического события Ронан принял решение продать дом, в котором вырос и собственником которого являлся. Это привело к конфликту с отцом, который фактически остался без крыши над головой. Разлад в семье продолжался 2 года, в течение которых Ронан и его отец не разговаривали друг с другом. В итоге всё окончилось благополучно, правда из-за затянувшейся вражды Джерри Китинг пропустил свадьбу своего сына, которая прошла 30 апреля 1998 года. Церемония бракосочетания состоялась на острове Невис, что в Карибском море. Ронан взял в жёны ирландскую модель Ивонн Коннелли (род. 8 февраля 1974).
В 2000 году группа Boyzone фактически распалась, а Ронан занялся сольной карьерой, параллельно занимаясь раскруткой новых протеже Луиса Уолша — группы Westlife. К этому времени он также успел отметиться вместе с Кэри Кроули в качестве ведущего фестиваля Евровидение 1997 в Дублине, дважды вёл церемонию награждения MTV Europe Music Awards в 1997 и 1999 году. В 1998 году Ронан представлял участниц на шоу Мисс Мира. В 2002 году вместе с Мэнди Мур раздавал награды на MTV Asia Awards.
В 2007 году состоялся долгожданный реюнион-тур группы Boyzone, а позднее началась работа над новым альбомом. Ронан присоединился к родному музыкальному коллективу, продолжая, при этом, выпускать сольные записи. В ночь на 11 октября 2009 года трагедия оборвала жизнь Стивена Гейтли — коллеги Ронана по Boyzone, который скончался от отёка лёгких, после вечеринки на Майорке Ронан вместе с другими участниками Boyzone: Шейном Линчем, Китом Даффи, Мики Грэмом вылетели на остров в тот же день. 17 октября на похоронах ирландского артиста Ронан зачитал эмоциональное послание своему другу и соратнику: «Я буду очень скучать по тебе, брат. Мы любили тебя… и всегда будем любить тебя. Мы знаем, ты нашёл мир. Лучший мир».
В настоящее время Ронан Китинг проживает в Дублине. Он — активный болельщик шотландского Селтика и друг Робби Кина — нападающего этой футбольной команды в прошлом, а также игрока ирландской национальной сборной.

## Личная жизнь
С 30 апреля 1998 по 19 марта 2015 год Ронан был женат на ирландской модели Ивонн Коннолли. У бывших супругов есть сын — Джек Китинг (род.15.03.1999), дочь — Мария Китинг (род.18.02.2001) и ещё одна дочь — Эли Китинг (род.07.09.2005).
С 17 августа 2015 года Ронан женат на продюсере Шторм Уихтриц, с которой он встречался с 2012 года. У супругов есть сын — Купер Арчер Уихтриц-Китинг (род.26.04.2017) и дочь — Коко Нокс Уихтриц — Китинг (род.27.03.2020)

## Музыкальная карьера
Ронан Китинг — был и остаётся одним из ведущих солистов группы Boyzone с момента её основания и до настоящего времени. В период с 1993 по 1999 год ирландский бой-бэнд записал 3 студийных альбома и выпустил 1 сборник лучших песен и шесть раз возглавлял национальный хит-парад Великобритании. Официального заявления о распаде группы не было, тем не менее, участники не делали совместных записей вплоть до 2008 года. За это время Ронан сделал успешную сольную карьеру, выпустив 6 студийных альбомов и 1 альбом лучших песен, и успел поработать с такими исполнителями, как Лиэнн Раймс, Рита Комизи, Лулу, Брайан Кеннеди, Элтон Джон, Bee Gees и Westlife.
Первой индивидуальной работой Ронана стала композиция «When You Say Nothing At All», которая вошла в саундтрек романтической комедии Ноттинг Хилл и вышла в качестве сингла в августе 1999 года. Запись покорила UK Singles Chart и стала началом успешной сольной карьеры ирландского музыканта.
Ronan — первый сольный лонгплей Ронана Китинга вышел летом 2000 года и дебютировал на первой строчке британских чартов и оставался на ней в течение двух недель. Релиз включал два сингла № 1 в Великобритании: уже упомянутый «When You Say Nothing At All», а также «Life Is a Rollercoaster». Альбом Ronan получил мультиплатиновый статус на территории Соединённого Королевства c продажами более 1,2 миллиона экземпляров.
20 мая 2002 года состоялся релиз второго лонгплея Ронана — Destination, первым синглом с которого, стала песня «If Tomorrow Never Comes» (№ 1 в чартах Великобритании, Ирландии, Австрии, Дании и Норвегии). Второй сольник Ронана в июне 2002 года поднимается на верхнюю строчку UK Albums Chart и сертифицируется как дважды платиновый.
Turn It On — третий студийный альбом Ронана, вышедший 17 ноября 2003 года, поднялся лишь до 21 строчки британского альбомного чарта. Впрочем, последовавший за ним сборник лучших песен 10 Years of Hits в октябре 2004 года вновь поднялся на вершину UK Albums Chart и стал трижды платиновым в Соединённом Королевстве. «I Hope You Dance» и «Father and Son» — два сингла в поддержку альбома достигли второго места британских чартов.
Летом 2006 года в продажу поступил пятый номерной альбом ирландского музыканта — Bring You Home. Он вошёл в Top 3 альбомных чартов Великобритании и Швейцарии, Top 10 — в Австралии, Германии, Новой Зеландии, Австрии и Швеции. В родной Ирландии новый релиз поднялся до 16 строчки.
В 2007 году состоялся долгожданный реюнион-тур Boyzone, а следом вышел альбом Back Again... No Matter What с лучшими песнями группы, а также синглы «Love You Anyway» и «Better»
Сразу 2 сольных альбома Ронана увидели свет в 2009 году: в марте — Songs for My Mother (№ 1 в Великобритании) и Winter Songs — в ноябре. Одновременно шла работа над пятым студийным лонгплеем группы Boyzone, релиз которого состоялся 8 марта 2010 года. Ирландские музыканты посвятили альбом Brother своему другу Стивену Гейтли. Впоследствии вышли ещё два альбома Boyzone: BZ20 (2013), подготовленный к двадцатилетнему юбилею группы, и Dublin to Detroit (2014) с коллекцией кавер-версий хитов «эпохи Motown».
Ронан, в свою очередь, продолжал и сольную музыкальную деятельность. В 2010 году состоялся релиз альбома Duet, подготовленного, в первую очередь, для музыкальных рынков Австралии и Новой Зеландии. В 2011 году выходит альбом When Ronan Met Burt, записанный при участии известного американского пианиста и композитора Берта Бакарака. Релиз достиг третьей строчки британского хит-парада. Альбомы Fires (2012) и Time Of My Life (2016), достигли, соответственно, пятой и четвёртой строчки UK Albums Chart.

## Дискография
В составе Boyzone
- Said and Done (1995)
- A Different Beat (1996)
- Where We Belong (1998)
- By Request (1999)
- Back Again... No Matter What (2008)
- Brother (2010)
- BZ20 (2013)
- Dublin to Detroit (2014)

Сольные альбомы
- Ronan (2000)
- Destination (2002)
- Turn It On (2003)
- Bring You Home (2006)
- Songs for My Mother (2009)
- Winter Songs (2009)
- Duet (2010) — Релиз для Австралии и Новой Зеландии
- When Ronan Met Burt (2011)
- Fires (2012)
- Time Of My Life (2016)
- Twenty Twenty (2020)
- Songs from Home (2021)